# Flori Van Acker
Florimond « Flori » Van Acker (Bruges, 16 avril 1858  et mort dans la même ville le 14 mars 1940) est un artiste peintre, dessinateur, lithographe et aquarelliste belge. Sa facture artistique est néoromantique et impressionniste. Il a été au début du XXe siècle directeur de l'Académie de Bruges.

## Biographie
Florimond Arthur Joseph Marie van Acker, né à Bruges le 16 avril 1858, est le fils de Léonard Van Acker, tisserand, et d'Anne Françoise van de Woestyne. 
Il étudie à l'Académie de Bruges avec Bruno Van Hollebeke et Edouard Wallays et par la suite à l'Académie d'Anvers avec Charles Verlat. À partir de 1879, il poursuit ses études à l'Académie de Bruxelles avec Jean-François Portaels et Joseph Stallaert.
Il obtient un deuxième prix de Rome en peinture en 1883 pour le tableau La Résurrection de Lazare. Il fait des voyages d'études en Angleterre, Allemagne, Italie et France.

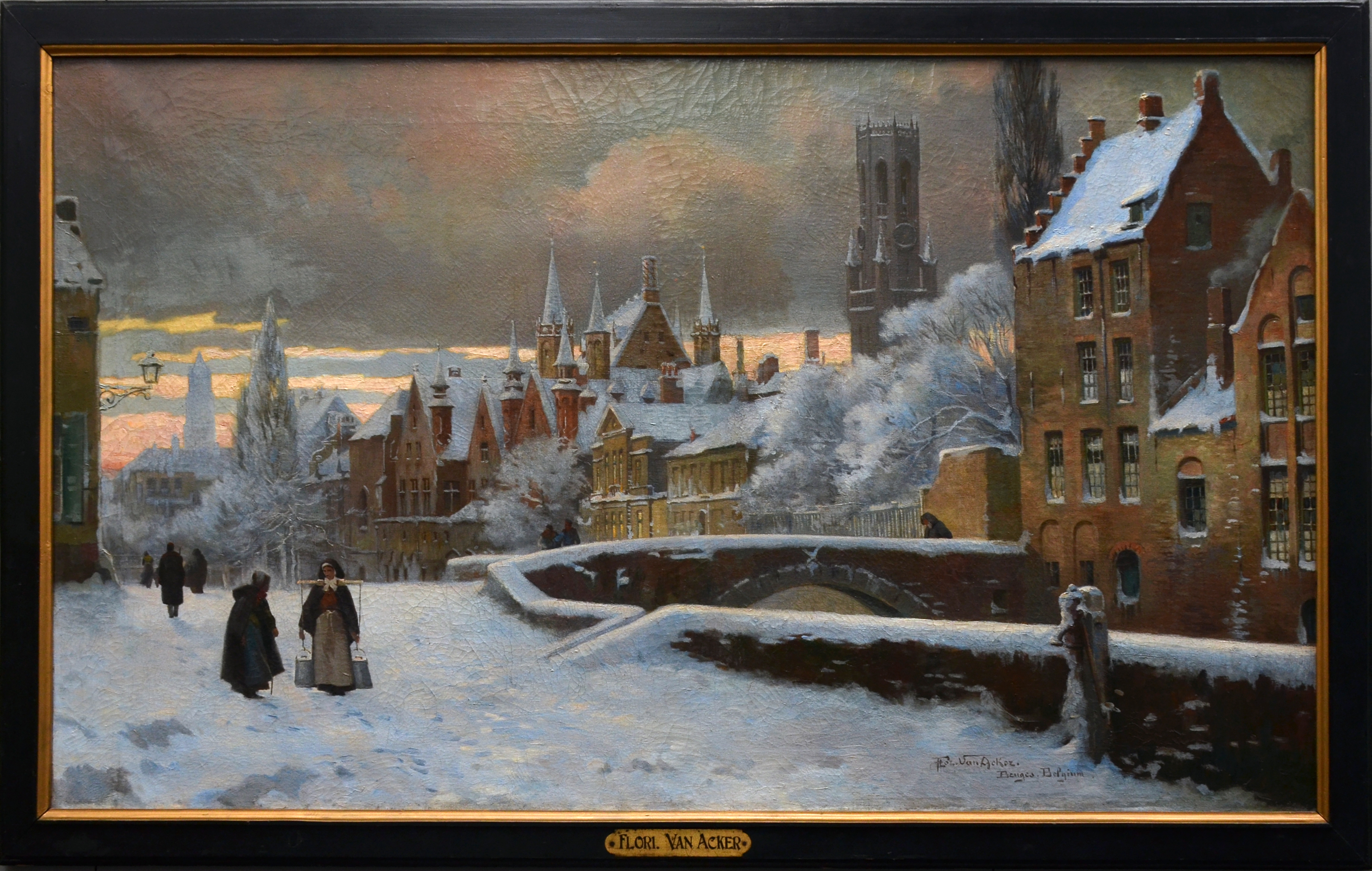
Le Meebrug à Bruges sous la neige (Musée Groeninge).

Il consacre une bonne partie de sa carrière à l'enseignement des beaux-arts à l'Académie de Bruges qu'il dirige de 1910 à 1926.
Il peint des compositions historiques et religieuses, scènes de genre, paysages urbains (brugeois), paysages et des portraits. 
Il dessine et réalise également de nombreuses affiches, illustrations de livres, ex-libris, costumes et chars pour les processions.

## Sélection d'œuvres
- Portrait du gouverneur van Damme, musée des beaux-arts de Gand, 1881.
- Portrait de Virginie Clicteur, musée des beaux-arts de Gand.
- Christ sur la pierre de l'Onction, 1884.
- Somers buiten, 1885.
- Buitenleven ou Femme aux choux, 1887.
- Marché aux poissons, 1888.
- Le Meebrug à Bruges sous la neige, musée Groeninge de Bruges, 1893.
- Résurrection du Christ, maître autel de Bassevelde.
- Portrait de Godelieve vicomtesse du Bus de Gésignies, musée Groeninge de Bruges, 1908.
- Exposition Universelle Bruxelles 1910. Exposition Rétrospective « Les Arts au XVIIe siècle », lithographie, musée de la loterie nationale, 1910.
- Bruges, la Ville-Musée, concert de carillon, affiche, 1911.
- Portrait de Louis Joseph De Ridder, 1914.
- Autoportrait, musée Groeninge de Bruges.